# The New Producers
The New Producers е първият български хип-хоп лейбъл, основан през 1994 г. от Васил Николов а.к.а. Теслата и Кирил Захариев (Кики) в град София.

## Предистория
Васил Николов а.к.а. Теслата и Кирил Захариев (Кики) са двигателите на първата българска рап група AVI MC. След грандиозния успех, през 1993 г. на дебютния албум на бандата и последвалите продукции, момчетата решават да използват придобития опит и да помогнат и на други изпълнители за тяхната хип-хоп кариера. По това време, рап групите в България се броят на пръстите на едната ръка, а издадените албуми, не са повече от 3 – 4. Мечта на Васко Теслата е един ден в България да се създаде хип-хоп култура и сцена.

## Основаване
Лейбълът The New Producers е основан в края на 1994 г. През 1995 г. е регистриран официално и като компания в Софийски градски съд. В стартирането на лейбъла инвестират Васил Николов, Кирил Захариев и тогавашният мениджър на AVI MC – Иво Чачев. Планирано е, всички записи да се осъществяват в „Субдибула“ студио. То е едно от малкото студия в България, по това време, което разполага с необходимата модерна и скъпа техника, за запис на хип-хоп музика.

## Началото
Компанията започва ударно, като продуцира и издава в началото на 1995 г. първата българска рап комилация „Чудовищата на българския рап“. Продукцията добива култов статус и се превръща в разпознаваема марка за български рап. В тавата са включени най-добрите тогавашни групи, от софийската хип-хоп сцена – Dead Side, Другите, НИШТО, P&P и Анти. Еуфорията около издаването на компилацията слага началото и на Първата българска хип-хоп вълна. Поради големия интерес, в края на 1995 г. The New Producers организират и първият сборен български рап концерт, отново под същото име. На сцената в препълнената зала „Универсиада“ се качват хип-хоп изпълнители от цялата страна. Концертът е заснет и официално издаден на видеокасета. Година по-късно излиза и „Чудовищата на българския рап 2“.

## Късни години
През 1999 г. компанията инвестира в собствено звукозаписно студио и Васко Теслата започва да търси изцяло нови групи и изпълнители, с които да работи. Една от първите продукции, които излизат от новото студио е дебютния албум на легендарния български хип-хоп изпълнители – G Dogg „Сменям посоката на изгрева“. Междувременно, Васко продуцира и подготвя за реализация и първата българска компилация, издадена на дигитален носител (CD). Продукцията е под название „Рап атака“ част. В студиото, Васко Теслата работи по дебютните албуми на – Ball Face (GoodSlav и Лора Караджова) и Румънеца и Енчев, както и отделни проекти на Ъпсурт, Pikasso, Карла Рахал, Лицето, Милиони, Dyamandy, Suffer H и много други. В края на 2004 г. е преустановена работа по всички продукции. Лейбълът е преформатиран и е преименуван на PRO Records.